# یولی تسویل
یولی تسویل (انگلیسی: Julia Zwehl؛ زادهٔ ۲۰ مارس ۱۹۷۶) بازیکن هاکی روی چمن اهل آلمان بود.